# 치치미메

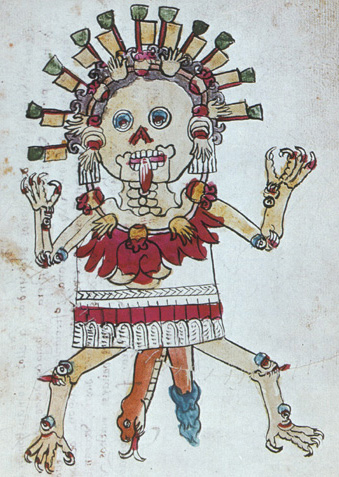
코덱스 마글리아베키아노의 치치미틀 그림.

치치미메(나와틀어: Tzitzimīmeh [t͡sit͡siˈmiːmeʔ])는 아즈텍 신화에서, 별들과 결부된 일련의 천상신들을 집합적으로 이르는 말이다. 단수형은 치치미틀(나와틀어: Tzitzimītl [t͡siˈt͡simiːt͡ɬ])이다.
여자 해골이 치마를 입은 모습으로 묘사된다. 멕시코 정복 이후 악마나 마귀로 칭해졌지만, 정복 이전 아스텍 종교에서 꼭 그런 존재였던 것은 아니다. 치치미메는 여성 신격들이었고, 그러므로 생산력과 관련되었다. 치치미메는 다른 여신들과 함께 산파 및 임산부들의 숭배를 받았다. 치치미메의 지도자는 이츠파팔로틀 여신이며, 이츠파팔로틀이 다스리는 낙원 타모우안찬이 치치미메가 사는 곳이다.
또한 치치미메는 별들의 신들이기도 했으며, 특히 일식 때 태양 주위로 보이는 별들의 신들이었다. 아스텍에서 일식은 치치미메가 태양을 공격하는 것이라고 해석되었고, 태양이 빛을 잃었을 때 주위로 치치미메의 별들이 보이는 것은 치치미메가 지상에 강림하여 사람들에게 빙의하려 하는 것이라고 하였다. 아스텍의 종말론에서는 52년력 주기가 끝날 때 인간 제물의 심장을 꺼내어 빈 흉강 속에 불을 피우지 못하면 다섯째 태양이 종말을 맞고 치치미메가 강림하여 사람들을 하나도 남기지 않고 다 잡아먹는다고 하였다.
아즈텍 문화에는 시우포우알리가 불안정한 시기인 네몬테미, 52년 주기가 새로 시작되는 새 불의 제전 날을 비롯하여 여러 불길한 날이 있는데 이 날들과도 결부되어 치치미메를 두렵게 여겼다. 이 날들의 공통점은 무언가 변화와 결부된 것이었고, 이에 대한 두려움은 변화에 대한 두려움에서 비롯되었다.
즉 치치미메는 아즈텍 종교에서 이중적 역할을 가지고 있다. 그녀들은 임산부의 수호신으로서 인류종이 재생산되는 것을 돕는 존재이지만, 동시에 우주의 멸망으로 이어지는 우주적 불안정과 결부되는 위험하고 불길한 존재였다.